# هيديكي ماتسوناغا
هيديكي ماتسوناغا (باليابانية: 松永 英機) (8 فبراير 1963 في فوجيدا في اليابان – )؛ هو لاعب كرة قدم ياباني سابق كان يلعب كمدافع.
وله عدة مشاركات مع منتخب بلاده المنتخب الياباني في مباريات ودية ورسمية في مختلف البطولات.

## وصلات خارجية
- J.League Data Site (باليابانية)